# Janne Teller
 (décembre 2019).
Pour les articles homonymes, voir Teller.
Œuvres principales
- Rien
- L'Île d'Odin

Janne Teller, née le 8 avril 1964 à Copenhague, est une écrivaine danoise, d’origine austro-allemande.

## Biographie
Suivant au départ une carrière de macroéconomiste, Janne Teller travaille aux Nations unies et pour l'Union européenne dans la résolution de conflits et l'humanitaire, partout dans le monde, surtout en Afrique. Elle se dévoue à plein temps à la littérature de fiction à partir de 1995.
Elle a vécu dans de nombreuses villes du monde, allant de Bruxelles, Paris, Milan, à Dar-es-Salaam et Maputo. Aujourd'hui elle habite à New York.

## Carrière
L’œuvre de Janne Teller, constitué principalement de romans et essais, mais aussi de nouvelles et d’ouvrages destinés aux jeunes, traite toujours des perspectives existentielles sur la vie et la civilisation, suscitant souvent des débats controversés. 
Elle a reçu de nombreux prix littéraires et son œuvre est traduite en plus de vingt-cinq langues.
Les romans de Janne Teller traitent de nombreuses questions actuelles et philosophiques.
Parmi ceux-ci, il y a la saga nordique moderne, L'Île d’Odin traitant du fanatisme religieux et politique ; Europa (2004), sur l’identité européenne et les effets de l’histoire sur l’amour et la guerre ; et Viens (2008), sur l’éthique dans l’art et la vie moderne. 
Ses essais défendent des perspectives éthiques et existentielles de la vie moderne. Parmi ceux-ci on peut compter Between the Lines (Lettre Internationale, 2012), Europe, who do you want to be? (Die Welt, 2012) et Little Brother is watching you (Cicero, 2010).
Il a même été insinué [Par qui ?] qu’elle ait révolutionné le roman pour jeunes adultes au travers de son roman, Rien (2000), initialement censuré, mais étant devenu un best-seller depuis, considéré un œuvre néo-classique par de nombreux critiques littéraires dans le monde. Il en est de même pour Guerre – Et si ça nous arrivait ? (2004), un essai de fiction traitant de la vie d’un réfugié de guerre, publié dans la forme d’un passeport.
Janne Teller a publié sa première nouvelle dans le journal danois, Berlingske Tidende, à l’âge de 14 ans.

## Œuvres

### Romans
- L'Île d'Odin. (Actes Sud, 2003). Original : Odin’s Ø (1999)
- Rien. (Panama, 2007). Original : Intet (2000)
- Guerre - Et si ça nous arrivait ? (Les Grandes Personnes, 2012) Original : Hvis Der Var Krig I Norden (2004)
- Europa. Original : Kattens Tramp (Gyldendal, 2004)
- Viens (Libella-Maren Sell, 2014). Original : Kom. (Gyldendal, 2008)

### Autres publications
- Write Your Devil, (coéditrice et contributrice), People’sPress, 2004
- To See the One Who Sees You, Pamphlet illustré/essai pour exposition, Kunstf Gl. Strand, 2006
- Why? Nouvelle, livret d’éducation, Gyldendal, 2007
- Histoire originale en français : Le Monde de l’Éducation, France, 2002

### Essais (liste non exhaustive)
- May Muhammad have Mercy on My Country. Information, Danemark. Février 2006
- On Quality and Literature. Danish Teachers’ Magazine, Danemark. 2007
- The Power of Art, the Art of Power. Politiken, Danemark. Mars 2009
- Little Brother is watching you. Cicero, Allemagne / Politiken, Danemark. Janvier 2011
- Europe, who are you? Die Welt, Allemagne / Politiken, Danemark. 2012
- Between the Lines. Lettre International, Allemagne. 2012